# Festival des Voiles de Travail
Le Festival des Voiles de Travail est un fête maritime qui se déroule sur les quais du port de pêche de  Granville (Manche).

## Historique et description
Le premier festival a été créé en 2012 par la Communauté de communes de Granville, Terre et Mer  pour présenter le patrimoine maritime de la cité corsaire et de sa région.
Durant les cinq jours du festival sont proposées : sorties et mer et visites de voiliers, animations sur les quais (expositions, concerts, conférences, spectacles, restauration...)

### 11e édition
Le festival a eu lieu du 23 au 27 août 2023 . Quelques voiliers présents :
- La Granvillaise, bisquine, 1990, BIP-2008  France
- Marité, trois-mâts goélette, 1921  France
- Nao Victoria, caraque,  Espagne
- Shtandart, réplique de frégate , 1999  Russie
- Croix du Sud III, dundee langoustier, 1934  France[2]

### 12e édition
Le festival aura lieu du 21 au 25 août 2024.